# Büro der litauischen Kriminalpolizei

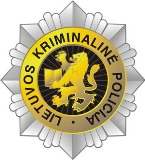
Logo

Das Büro der litauischen Kriminalpolizei (lit.  Lietuvos kriminalinės policijos biuras) ist eine litauische polizeiliche Spezialeinrichtung, die aufgrund vom nicht territorialen Prinzip am 1. Oktober 2001 eingerichtet wurde. Das Büro der litauischen Kriminalpolizei untersteht dem Polizeidepartement am Innenministerium Litauens.
Die Aufgabe des Büros der litauischen Kriminalpolizei ist durch Prävention, Aufdeckung, Ermittlung, Koordinierung der Ermittlung von schweren Straftaten sowie durch internationale Zusammenarbeit zur Bildung der sicheren Umgebung beizutragen und Dienst an der Gesellschaft zu leisten.
Das Leitbild  ist es, eine sichere und attraktive Dienststelle sowohl für die Gesellschaft als auch für die Zusammenarbeitspartner zu sein, die durch Prävention, Aufdeckung, Ermittlung, Koordinierung der Ermittlung von schweren Straftaten hochwertigen Dienst an der Gesellschaft leistet.

## Struktur
Das Büro der litauischen Kriminalpolizei besteht aus folgenden Abteilungen: 
Abteilungen für Ermittlung von Straftaten
- 1. Amt für organisierte Kriminalität;
- 2. Amt für organisierte Kriminalität;
- 3. Amt für organisierte Kriminalität;
- Amt für Vermögensabschöpfung;
- Amt für Computerkriminalität;
- Amt für schwere Straftaten;
- Ermittlungsamt;

Abteilungen für Sonderaufgaben
- 1. Amt für Sonderaufgaben;
- 2. Amt für Sonderaufgaben;
- 3. Amt für Sonderaufgaben;
- Amt für internationale Beziehungen;

Abteilungen für Koordination und Verwaltung
- Amt für Koordination und Kontrolle;
- Amt für Informationstechnologien;
- Amt für Verwaltung;

Finanzabteilung

## Leitung
- 2005–2014: Algirdas Matonis (* 1960)
- seit 2014: Rolandas Kiškis  (* 1976)